# Ryan Brathwaite
Ryan Brathwaite (født 6. juni 1988 i Bridgetown) er en barbadisk atlet som konkurrerer i hækkeløb.
Brathwaite deltog under VM 2007 i Osaka, men gik ikke videre fra semifinalen i 110 meter hækkeløb. Også under Sommer-OL 2008 blev han slået ud i semifinalen.
Ved VM 2009 var finalen på forhånd åben, fordi den Dayron Robles skadede sig i semifinalen. I finalen vandt Brathwaite guld og fik samtidig sat en ny barbadisk rekord på 13,14 sekunder. Sejrsmarginen var en hundrededel til sølvvinderen Terrence Trammell. 

## Personlig rekorder
- 110 meter hæk – 13,14 sekunder

## Links
- Profil hos IAAF